# Boscos decidus secs del nord
Els boscos secs de fulla caduca del nord és una ecorregió de la WWF. No és excepcionalment rica en espècies ni elevada en nombre d'espècies endèmiques. No obstant això, alberga diversos vertebrats, inclòs el carnívor més gran i carismàtic d'Àsia, el tigre (Panthera tigris). Aquesta ecoregió també representa l'extensió més septentrional dels boscos secs de fulla caduca de l'Índia.
El codi assignat per WWF a aquesta ecoregió és [IM0208].
L'ecoregió s'estén pels estats indis de Bihar, Orissa i Madhya Pradesh. Representa una illa de boscos secs de fulla caduca, orientada de nord a sud, a l'ombra pluviomètrica de la Serralada Ghats Oriental i està completament envoltada pels boscos caducifolis humits de les Terres Altes de l'est [IM0111]. Igual que amb la resta de l'altiplà de Dècan, la història geològica de l'ecoregió es remunta al Cretaci, quan formava part del sud de Gondwana.

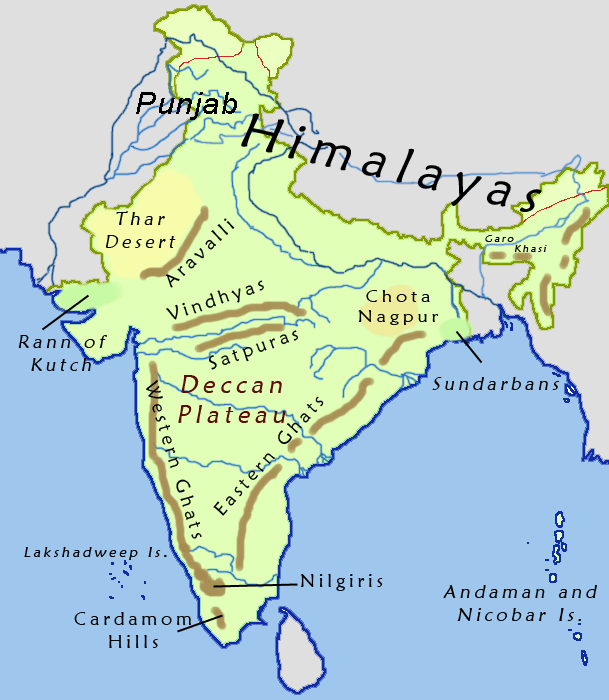
Disposició de la serralada Gats Oriental (Eastern Ghats), a l'ombra pluviomètrica de la qual hom troba l'ecoregió

El tipus de bosc de l'ecoregió correspon a la vegetació Shorea-Buchanania-Cleistanthus i Shorea-Cleistanthus-Croton, mapejada per Gaussen et al. (1973). La majoria d'aquests boscos són matolls oberts influïts per les activitats humanes. La vegetació original (multi-estrat) dominada pel sal (Shorea robusta) ha estat substituïda per teca (Tectona grandis), que afavoreix les condicions més seques. En moltes zones, la pastura intensiva de bestiar, el foc i la recol·lecció de productes forestals no fusters han convertit l'hàbitat en bosc de matolls i sabana.
La vegetació està formada per associacions d’Anogeissus latifolia, Dalbergia latifolia, Pterocarpus marsupium, Stereospermum suaveolens, Spondias pinnata, Cleistanthus collinus, Acacia lenticularis, Flacourtia indica, Boswellia serrata, Butea monosperma, Sterculia urens, Cochuripermus religiosum, i Euphorbia nivulia (Puri et al. 1989; WWF i UICN 1995). Rogles propers de Dendrocalamus strictus solen aparèixer en zones més humides. Cleistanthus collinus pot alliberar substàncies tòxiques per a altres espècies; per tant, es poden produir estrats boscosos monosepecífics a alguns llocs.

## Característiques de la biodiversitat
Com moltes de les ecoregions forestals seques de l'altiplà de Dècan, aquesta regió no alberga un gran nombre d'espècies endèmiques ni és excepcionalment rica en biodiversitat. La fauna de mamífers coneguda consta de seixanta-vuit espècies. No hi ha espècies endèmiques ecoregionals, però l'espècie amenaçada inclou el tigre, el gos salvatge (Cuon alpinus), l'os morrut (Ursus ursinus) i el chousingha (Tetracerus quadricornis) (UICN 2000).
Les 261 espècies d’aus de l'ecoregió no inclouen espècies endèmiques. El calau gris de l'Índia (Ocyceros birostris) i el calau becfalçat oriental (Anthracoceros albirostris) necessiten arbres alts i madurs per nidificar i es poden utilitzar com a espècies focals per a la gestió de la conservació.

## Estat actual
Més de les quartes parts de l'hàbitat natural de l'ecoregió ha estat netejat o degradat. Però encara queden alguns blocs d’hàbitat intacte de mida mitjana (és a dir, més de 2.000 km²). Les quatre àrees protegides de l'ecoregió ascendeixen a poc més de 1.400 km², la qual cosa representa al voltant del 2,5 per cent de la superfície d’ecoregió. Però d’aquests, només un supera els 500 km².